# Панф
Панф (Панфой, др.-греч. Πάνθοος) — персонаж древнегреческой мифологии. У Гомера троянский старец. Его жена Фронтида, дети Полидамант, Евфорб и Гиперенор.
У Вергилия сын Офрея, жрец Аполлона Дельфийского. В ночь падения Трои появляется с внуком на руках и обращается к Энею. Убит ахейцами в ночь взятия Трои.